# ألفريد ستاسزيفيتش
ألفريد ستاسزيفيتش (1896 – 20 أكتوبر 1973) هو مبارز بالسيف بولندي راحل، مثّل بلاده في الألعاب الأولمبية الصيفية 1936.

## روابط خارجية
ألفريد ستاسزيفيتش على موقع أوليمبيديا (الإنجليزية)